# Trilogie allemande
Cet article concerne la trilogie de Luchino Visconti. Pour la trilogie allemande de Rainer Werner Fassbinder, voir Trilogie BRD.
 Pour plus de détails, voir Fiche technique et Distribution
La trilogie allemande (en italien : Trilogia tedesca ; en allemand : Deutsche Trilogie) est formée de trois films consécutifs du réalisateur italien Luchino Visconti, qui se déroulent en  Allemagne à la fin du XIXe siècle et au début du XXe siècle, et traite de la culture allemande lors de la mise en place de l'Unification allemande en 1871, pendant la période impériale jusqu'à celle du régime national-socialiste.
Les films qui constitue la trilogie sont : 
- octobre 1969 : Les Damnés (La caduta degli dei) ;
- mars 1971 : Mort à Venise (Morte a Venezia) ;
- mars 1973 : Ludwig : Le Crépuscule des dieux (Ludwig).

Les trois films révèlent l'influence de Richard Wagner et de Thomas Mann, dont Visconti a utilisé les œuvres comme modèles et sources. Les acteurs y sont principalement utilisés en contrepoint de l'intrigue[pas clair]. Les films n'étaient pas prévus à l'origine comme une trilogie, mais ils ont des thèmes communs et des références croisées[pas clair].

## Thèmes

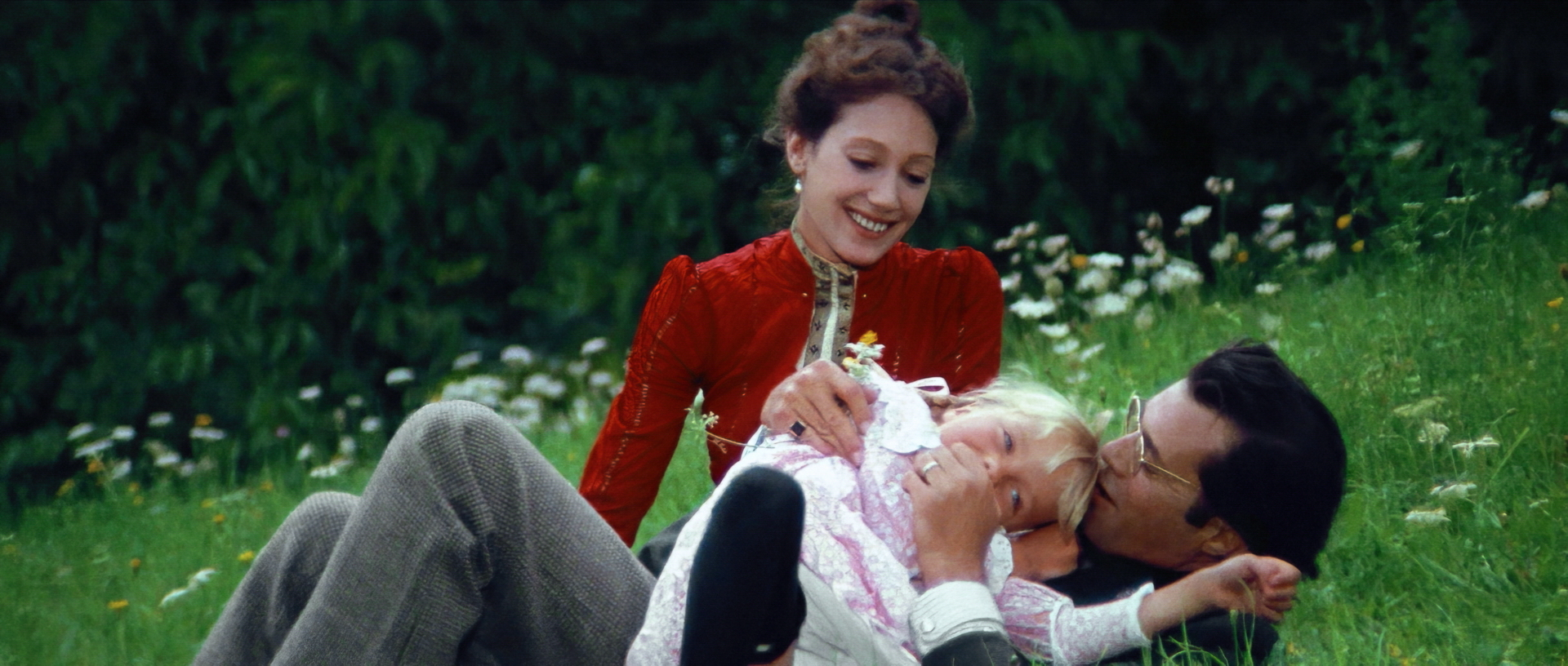
Une scène de Mort à Venise.

Comme aucun autre réalisateur italien, Visconti s'est intéressé à l'histoire, à la politique et à la culture allemandes et s'est autoproclamé « biographe de l'Allemagne » alors qu'il discutait avec Golo Mann d'un film adapté de La Montagne magique dans lequel Charlotte Rampling jouerait le rôle de Clawdia Chauchat et Helmut Berger celui de Hans Castorp, et qui devait élargir la trilogie en une tétralogie. Visconti mettait en lumière « l'Allemagne des déclins » et des « ruptures lourdes de conséquences » et la cherchait dans les profondeurs de l'histoire allemande pour trouver ainsi les « causes de la catastrophe allemande », tandis que Thomas Mann lui servait d'intermédiaire.
Le premier volet de la série, très controversé, rappelle une variation sur Macbeth et, en tant qu'étude de la décadence, laisse apparaître non seulement l'influence de Wagner et de Thomas Mann, mais aussi la psychologie de la déchéance de Fiodor Dostoïevski. Le film traite de la décadence politique à travers l'exemple d'une famille de grands industriels entre l'incendie du Reichstag et la nuit des Longs Couteaux, dont le modèle est aisément reconnaissable dans la dynastie des Krupp. Avec des couleurs irisées, il met en lumière les aspects obscènes du fascisme et montre comment les perversions et les agressions sont symboliquement approuvées et exécutées par l'État. Martin von Essenbeck, narcissique et pédophile, déteste sa mère. Il l'humilie et abuse d'elle pour finalement la forcer, elle et son amant, à se suicider. L'influence de Wagner et de Thomas Mann est déjà clairement perceptible. Si Les Buddenbrook racontent le « déclin d'une famille » sur plusieurs générations, Visconti montre comment une dynastie s'effondre et magnifie son destin dans le royaume mythique des Nibelungen. La fonte de l'acier de Krupp au début, au milieu et à la fin du film rappelle le forgeage de l'anneau de L'Or du Rhin dérobé.
Les contrastes douloureux entre le passé aristocratique et le présent troublé de la famille sont illustrés dès le début du film : après que le sensible petit-fils Günther a joué un morceau de violoncelle, son frère Martin perturbe les invités avec une parodie de la chanson Kinder, heute Abend, da such' ich mir was composée par Friedrich Hollaender et interprétée par Marlene Dietrich dans le film L'Ange bleu (1930).
La séquence cinématographique de la nuit des longs couteaux, tournée sur les rives du lac Attersee bordé de montagnes, fait déjà référence au futur drame de Ludwig. Visconti capte la beauté des hommes qui se baignent avec « des mouvements de caméra lents et entrelacés » et oppose de vulgaires chants nazis au Liebestod de l'opéra Tristan und Isolde.
Si Mort à Venise, accompagnée par les sonorités romantiques tardives de Gustav Mahler, décrit la décadence esthétique avec laquelle toute une époque semble « sombrer » peu avant la Première Guerre mondiale, Ludwig : Le Crépuscule des dieux retrace la vie de Louis II de Bavière et analyse les conflits de l'aristocratie et de la noblesse d'argent. Le modèle central du film Ludwig : Le Crépuscule des dieux est certes la nouvelle de Klaus Mann, Ludwig. Nouvelle sur la mort du roi Louis II de Bavière (Vergitterte Fenster), qui détermine également la technique narrative de Visconti avec ses analepses ; la perspective de Visconti sur le roi ressemble cependant davantage à celle qui s'exprime dans le chapitre 40 du roman Le Docteur Faustus. Contrairement au personnage de Rudi Schwerdtfeger dans le roman Le Docteur Faustus, qui défend l'opinion « officielle » selon laquelle le roi était « fou à lier », le narrateur à la première personne Serenus Zeitblom considère la « destitution et la mise sous tutelle » du monarque comme « injustifiées » et comme un « coup politique ». La folie est une « notion assez fluctuante, que le philistin manie [...] de manière trop arbitraire ».
Le fait que Visconti, à la recherche de lieux de tournage pour Les Damnés, se soit rendu en Allemagne dès 1967 et ait visité les châteaux construit pour Louis II de Bavière — Neuschwanstein, Hohenschwangau, Linderhof et Herrenchiemsee —, prouve la cohérence interne de la trilogie et montre que son idée de porter à l'écran la tragédie de Louis II remonte à loin. Il a lui-même indiqué qu'elle était née bien avant sa réalisation des Damnés. Celui qui suit le parcours du roi reconnaît des aspects économiques et politiques importants, comme la guerre austro-prussienne de 1866 et la guerre franco-allemande de 1870, qui a donné naissance à « l'Empire allemand avec la puissance de Bismarck ». Comme dans Mort à Venise, Visconti s'est entièrement concentré sur les tourments intérieurs de l'âme du protagoniste. C'est dans son attitude apolitique et romantique et dans sa fuite dans la musique, les châteaux de contes de fées et les représentations absolutistes du pouvoir que Ludwig : Le Crépuscule des dieux prit véritablement son envol. Contrairement aux films précédents, l'histoire n'est pas directement présente, mais plutôt perceptible comme un hors-champ. Ainsi, Gilles Deleuze écrivait dans son traité de philosophie du cinéma L'image-temps que l'on n'apprenait qu'indirectement des horreurs de la guerre et de la « prise de pouvoir par la Prusse ». Comme le roi ignore les événements, ce trait se renforce : « L'histoire gronde à la porte ».